# 이종재 (연출가)
이종재는 대한민국의 텔레비전 드라마 연출감독이다.

## 드라마
- 2018년 tvN 월화 미니시리즈 《백일의 낭군님》 ... 연출
- 2019년 tvN 수목 미니시리즈 《싸이코패스 다이어리》 ... 연출
- 2023년 tvN 드라마 《청춘월담》 ... 공동연출